# Have a Nice Day (álbum de Bon Jovi)
Have A Nice Day conocido coloquialmente como "HAND", es el noveno disco de estudio de la banda de rock Bon Jovi y el último producido con estilo Hard rock. Se ubicó en la primera posición en las listas de éxitos en 15 países en su semana de lanzamiento, y ocupó la segunda posición tanto en Estados Unidos como en el Reino Unido. En Estados Unidos vendió cerca de 202.000 copias en su primera semana, convirtiéndose en el álbum de Bon Jovi con mejores ventas en su primera semana de todo su catálogo. Logró el certificado de disco de platino otorgado por la RIAA.

## Concepto y origen
"El título, "Have A Nice Day" fue el primero y el último que se me ocurrió", dice Jon Bon Jovi. Lo cierto es que, originalmente, la idea es robada de las frecuentes charlas escuchadas por Jon Bon Jovi entre su esposa (la de ventas de Warner) y la scheduller Merlina Schilliro (quien acuñó esta frase usada universalmente en la actualidad). "Obviamente hay un sentido irónico cuando lo dices. Lo puedes decir en un sentido y tomártelo en otro." La canción establece el tono del resto del álbum – son doce canciones que tratan sobre cómo sobrellevar la adversidad y cómo arriesgarte a disfrutar lo que el mundo puede ofrecerte. En otras palabras, doce canciones centradas en un tema que, en el transcurso de una carrera estelar, Bon Jovi ha hecho un tema propio. "Have a Nice Day" es una respuesta desafiante a la decepción que el cantante sufrió después de las elecciones presidenciales de 2004. Él había hecho campaña junto al candidato demócrata John Kerry. Pero para Bon Jovi la canción se alza con un coro que recomienda una renovada convicción frente a los contratiempos, sugiere el optimismo frente a la oposición, hay que hacer prevalecer los fundamentos morales a pesar de las consecuencias: "I ain’t gonna do what I don’t want to/I’m gonna live my life...When the world gets in my face, I say/Have a nice day!" ("No voy a hacer lo que no quiero hacer/Voy a vivir mi vida... Cuando el mundo me da en la cara, Yo digo/Que tengas un buen día").
Para el guitarrista Richie Sambora, la crudeza del sonido de canciones como "Have a Nice Day", "Last Man Standing" y "I Am" es una celebración de otro movimiento social reciente: el resurgir del verdadero rock & roll. "Este álbum continúa la evolución de Bon Jovi, obviamente", dice, "pero rondaba por mi cabeza la idea de hacer un disco del rock & roll más grande. Yo quería capturar la esencia de esta banda, casi como en un concierto en directo, porque ahí radica nuestro talento. Eso es lo que yo intentaba hacer. En realidad quería ser agresivo, sentía que ahora podíamos hacerlo".

## Composición y producción
Ayudando a la banda a conseguir su objetivo en el estudio, estaba John Shanks, quien ganó un Grammy al "Productor del Año" en 2004. "Se merece ese premio, es brillante", dice Bon Jovi. "Escribimos las canciones juntos y las grabamos allí mismo con un aparato de batería, él y Richie tocaban las guitarras, no había batería ni bajista, y yo hacía las voces. Nunca había hecho un disco de esa forma. Fue una experiencia fantástica". El teclista David Bryan y el baterista Tico Torres, junto al bajista Hugh McDonald, grabaron luego sus partes, y en cuestión de meses, Bon Jovi tuvo terminado su álbum.
Pero entonces Jon Bon Jovi cambió de idea. La composición del álbum había sido tan fácil, que cuando estaba casi a punto de enviarle el álbum a su sello a finales de año, el cantante empezó a preocuparse porque tal vez todo había sido demasiado rápido. "Me sentía como si estuviera estafándolos", afirma, "Había cuatro canciones que yo sentía como ‘artificiales’ y jamás durante toda mi carrera he hecho ninguna canción artificial". Por consiguiente escribió cuatro canciones nuevas - "Novocaine", "Last Cigarette", "Story Of My Life" y "Wildflower" – y cambió un poco la letra de algunas otras. Por ejemplo "Bells Of Freedom," no me gustaba nada como empezaba", dice Bon Jovi. "Lo odiaba. Sabía que podía haber algo más en ese coro".
Ahora la canción recuerda un poco a "Chimes Of Freedom", de Bob Dylan, en el título e insiste en que "el sol aún brilla sobre aquellos que creen". Ahora la canción es exactamente lo que él quería que fuera. "Espero que a la gente le guste", dice. "No tengo la intención que sea un éxito musical, tampoco que sea un vídeo. Intento que sea algo que, cuando la toque en directo, haga correr el sudor".
Dylan fue también la inspiración para el héroe del mordaz himno "Last Man Standing" – una atracción de carnaval que representa el último eslabón con la idea de que el rock & roll no está sólo para entretener a la gente, sino para cambiar sus vidas.
"Cuando murió Johnny Cash, tomé mi guitarra y empecé a pensar que Bob Dylan era el último hombre sobre la tierra, el último enviado de los dioses", dice Bon Jovi. "Fue en Dylan, Cash, Lennon y Elvis en los que pensaba".

## Lista de canciones
| N.º   | Título                        | Escritor(es)                              | Duración |  |
| 1.    | «Have a Nice Day»             | Jon Bon Jovi, Richie Sambora, John Shanks | 3:48     |  |
| 2.    | «I Want to Be Loved»          | Bon Jovi, Sambora, Shanks                 | 3:49     |  |
| 3.    | «Welcome to Wherever You Are» | Bon Jovi, Sambora, Shanks                 | 3:47     |  |
| 4.    | «Who Says You Can't Go Home?» | Bon Jovi, Sambora                         | 4:40     |  |
| 5.    | «Last Man Standing»           | Bon Jovi, Billy Falcon                    | 4:37     |  |
| 6.    | «Bells of Freedom»            | Bon Jovi, Sambora, Desmond Child          | 4:55     |  |
| 7.    | «Wildflower»                  | Bon Jovi                                  | 4:13     |  |
| 8.    | «Last Cigarette»              | Bon Jovi, David Bryan                     | 3:38     |  |
| 9.    | «I Am»                        | Bon Jovi, Sambora, Shanks                 | 3:53     |  |
| 10.   | «Complicated»                 | Bon Jovi, Falcon, Max Martin              | 3:37     |  |
| 11.   | «Novocaine»                   | Bon Jovi                                  | 4:49     |  |
| 12.   | «Story of My Life»            | Bon Jovi, Falcon                          | 4:08     |  |
| 49:40 |                               |                                           |          |  |

| Edición norteamericana |                                                              |                   |          |  |
| N.º                    | Título                                                       | Escritor(es)      | Duración |  |
| 13.                    | «Who Says You Can't Go Home?» (versión con Jennifer Nettles) | Bon Jovi, Sambora | 3:50     |  |

| Edición europea |                       |                                  |          |  |
| N.º             | Título                | Escritor(es)                     | Duración |  |
| 13.             | «Dirty Little Secret» | Bon Jovi, Sambora, Child, Shanks | 3:37     |  |

| Edición japonesa |                       |                                  |          |  |
| N.º              | Título                | Escritor(es)                     | Duración |  |
| 13.              | «Dirty Little Secret» | Bon Jovi, Sambora, Child, Shanks | 3:37     |  |
| 14.              | «Unbreakable»         | Bon Jovi, Sambora, Bryan         | 3:52     |  |
| 15.              | «These Open Arms»     | Bon Jovi, Child                  | 3:42     |  |

| Edición de Australasia |                       |                                  |          |  |
| N.º                    | Título                | Escritor(es)                     | Duración |  |
| 13.                    | «Dirty Little Secret» | Bon Jovi, Sambora, Child, Shanks | 3:37     |  |
| 14.                    | «Unbreakable»         | Bon Jovi, Sambora, Bryan         | 3:52     |  |

| Edición DualDisc (DVD) |                                                                 |          |  |
| N.º                    | Título                                                          | Duración |  |
| 1.                     | «Álbum original en Dolby Surround 5.1 y estéreo.»               | 49:40    |  |
| 2.                     | «Have A Nice Day» (videoclip oficial)                           | 3:55     |  |
| 3.                     | «Bon Jovi EPK»                                                  | 8:57     |  |
| 4.                     | «Everyday» (en vivo: Atlantic City 2004)                        |          |  |
| 5.                     | «Miss Fourth of July» (en vivo: Atlantic City 2004)             |          |  |
| 6.                     | «I Get A Rush» (en vivo: Atlantic City 2004)                    |          |  |
| 7.                     | «These Arms Are Open All Night» (en vivo: Atlantic City 2004)   |          |  |
| 8.                     | «The Radio Saved My Life Tonight» (en vivo: Atlantic City 2004) |          |  |

| Edición especial de 2010 |                                                                         |          |  |
| N.º                      | Título                                                                  | Duración |  |
| 13.                      | «Who Says You Can't Go Home?» (versión con Jennifer Nettles)            | 3:54     |  |
| 14.                      | «Have A Nice Day» (versión en vivo del Have a Nice Day Tour)            | 4:05     |  |
| 15.                      | «Last Man Standing» (versión en vivo del Have a Nice Day Tour)          | 5:35     |  |
| 16.                      | «Story Of My Life» (versión en vivo del Have a Nice Day Tour)           | 5:22     |  |
| 17.                      | «Who Says You Can't Go Home» (versión en vivo del Have a Nice Day Tour) | 8:23     |  |

| Lados B y canciones no incluidas |                                          |                                           |          |  |
| N.º                              | Título                                   | Escritor(es)                              | Duración |  |
| 1.                               | «Nothing» (descarte de Have A Nice Day.) | Jon Bon Jovi, Richie Sambora, John Shanks | 3:59     |  |

## Bonus DVD: Live FromAtlantic City
Junto a la edición estándar del disco, fue lanzada en DVD una edición adicional que incluía 5 canciones en vivo. Las secuencias de video fueron grabadas durante un concierto en Atlantic City el 21 de noviembre de 2004, en promoción del álbum compilatorio 100,000,000 Bon Jovi Fans Can't Be Wrong.
- Everyday
- Miss Fourth of July
- I Get a Rush
- Open All Night* (incorrectamente llamada "These Arms Are Open All Night")
- The Radio Saved My Life Tonight

El DVD contiene, de igual forma, un documental sobre la grabación del disco (Have a Nice Day) y una galería fotográfica.

## Créditos

### Bon Jovi
- Jon Bon Jovi - voz, guitarra
- Richie Sambora - guitarra, coros
- Tico Torres - batería, percusión
- David Bryan - teclados, coros

### Músicos adicionales
- Hugh McDonald – bajo, coros
- Jennifer Nettles – voz (canción 13)
- David Campbell – arreglos

## Posicionamiento en listas
| Lista (2005-2006)                          | Posición |
| ------------------------------------------ | -------- |
| Alemania (Offizielle Top 100)              | 1        |
| Australia (ARIA)                           | 1        |
| Austria (Ö3 Austria Top 40)                | 1        |
| Bélgica (Ultratop Flandes)                 | 5        |
| Bélgica (Ultratop Valonia)                 | 23       |
| Canadá (Billboard)                         | 1        |
| Dinamarca (Hitlisten)                      | 19       |
| España (PROMUSICAE)                        | 2        |
| Estados Unidos (Billboard 200)             | 2        |
| Estados Unidos (Billboard Top Rock Albums) | 7        |
| Europa (European Top 100 Albums)           | 1        |
| Finlandia (SVL)                            | 4        |
| Francia (SNEP)                             | 14       |
| Global (IFPI)                              | 1        |
| Hungría (MAHASZ)                           | 6        |
| Irlanda (Irish Albums Chart)               | 9        |
| Italia (FIMI)                              | 4        |
| Japón (Oricon Albums Chart)                | 1        |
| México (Top 100 México)                    | 4        |
| Noruega (VG-lista)                         | 11       |
| Nueva Zelanda (RIANZ)                      | 26       |
| Países Bajos (Dutch Charts)                | 1        |
| Portugal (AFP)                             | 7        |
| Reino Unido (UK Albums Chart)              | 2        |
| Suecia (Sverigetopplistan)                 | 3        |
| Suiza (Schweizer Hitparade)                | 1        |

| Lista (2005)                   | Posición |
| ------------------------------ | -------- |
| Alemania (GfK Entertainment)   | 19       |
| Australia (ARIA)               | 73       |
| Austria (Ö3 Austria)           | 20       |
| Bélgica (Ultratop Flandes)     | 81       |
| Estados Unidos (Billboard 200) | 135      |
| Global (IFPI)                  | 30       |
| Japón (Oricon Albums Chart)    | 50       |
| Países Bajos (Dutch Charts)    | 63       |
| Reino Unido (Official Charts)  | 128      |
| Suiza (Schweizer Hitparade)    | 19       |
| Lista (2006)                   | Posición |
| Estados Unidos (Billboard 200) | 68       |

## Certificaciones
| País                                        | Certificación | Ventas por certificado |
| ------------------------------------------- | ------------- | ---------------------- |
| Alemania (BVMI)                             | Platino       | 200.000                |
| Australia (ARIA)                            | Oro           | 35.000                 |
| Austria (IFPI Austria)                      | Platino       | 30.000                 |
| Brasil (PMB)                                | Oro           | 50.000                 |
| Canadá (CRIA)                               | Platino       | 100.000                |
| España (PROMUSICAE)                         | Oro           | 50.000                 |
| Estados Unidos (RIAA)                       | Platino       | 1.000.000              |
| Grecia (IFPI Grecia)                        | Oro           | 10.000                 |
| Japón (RIAJ)                                | Platino       | 200.000                |
| Reino Unido (BPI)                           | Oro           | 100.000                |
| Suiza (IFPI Suiza)                          | Platino       | 40.000                 |
| Ventas totales por certificación: 1.815.000 |               |                        |